# ウェトラニオ
フラウィウス・ウェトラニオ（ラテン語: Flavius Vetranio）は、ローマ帝国の皇帝であり、コンスタンティウス2世の共同皇帝の地位にあった人物である。

## 経歴

### 初期
ウェトラニオは、3世紀後半にローマ帝国のモエシア属州のほとんど文明化されていない地域で、低い出自の両親のもとに生まれた。 若い頃の職業は知られていないが、早いうちに軍隊に入隊したことは明らかになっている。彼は読み書きができなかったものの、無名の存在から急速に昇格し、最終的にコンスタンス1世によってイリュリアの支配を任された。 彼はこの地を長きに渡って支配し、350年1月にコンスタンス1世が簒奪者マグネンティウスに殺されるまでには、人気があり経験豊かな士官として知られていた。コンスタンス1世が死ぬと、彼の姉でありコンスタンティヌス1世の娘であるコンスタンティナは、高齢のウェトラニオに皇帝の位に即くように頼んだ。コンスタンティナはおそらく、ウェトラニオが自分自身と自分の家族を簒奪者から守ることができると思い、ただ忠誠を得ておきたいと思っただけだろう。しかし、ギボンは関連する動機があったことを示唆し、彼女には計画に対する無節操で悪名高い野心があると考えていた。少なくとも、自分の弟のコンスタンティウス2世はペルシアの王との危険な戦争に巻き込まれていたため、彼女は弟の決意を疑っていたようだ。

### ローマ皇帝

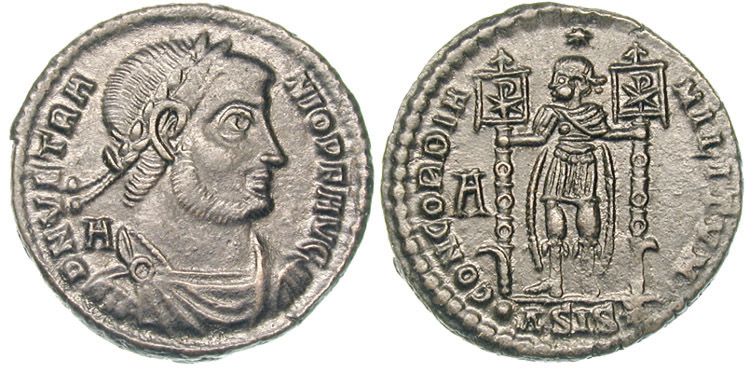
ウェトラニオ帝治世下のコイン。裏面では皇帝がラバルム（コンスタンティヌス1世が制定したXPの紋章）の旗を2本持っている。

ウェトラニオは帝位を受け入れた。コインには彼の名前と、カエサル（副帝）ではなくアウグストゥス（正帝）の称号が刻まれた。これらのコインからは彼が5年、あわよくば10年は帝国を統治するつもりであったことが分かる。コンスタンティウス2世は当初、イリュリア人の皇帝が選出されたことに反対しなかったが、ウェトラニオはすぐにマグネンティウスと組み、コンスタンティウスがペルシアとの戦争から帰還していたトラキアのヘラクレアの宮廷に使節として向かう途中、彼に対する統一戦線を結成した。ウェトラニオとマグネンティウスは彼に帝国の上級称号を提供し、マグネンティウスは自分の娘とコンスタンティウスとの結婚、自身と彼の妹コンスタンシアとの結婚を提案した。しかし、同時に彼らはこの皇帝が武器を置き、西部諸州に対する彼らの主張を認めるよう要求した。コンスタンティウスは、注意深さという点では父親のコンスタンティヌス1世に影響を受けたようで、憤慨して申し出を断った。
ところが、コンスタンティウス2世はウェトラニオへの敵意を隠すようにしており、マグネンティウスとの交渉を軽視しながらもウェトラニオの主張と称号をもっともらしく認め、マグネンティウスとの戦争に彼を同意させたいと思っていた。決めかねていたウェトラニオは、ついにこの和解を受け入れ、コンスタンティヌス家とともに再び団結した。 コンスタンティウスは、ナイススやシルミウム、セルディカで、戦争のためにウェトラニオと一緒に自分たちの力を集結した。

### セルディカ
コンスタンティウス2世はほどなく本性を見せた。350年12月25日、彼に好感を抱いていたウェトラニオ軍の将校が作った場面で、2人の皇帝は集まった軍団に話をするために野外舞台を設置した。コンスタンティウスは強力な演説によって成功し、コンスタンティヌス1世の栄光を呼び起こし、イリュリア軍団に彼の唯一の皇帝を称賛させた。ウェトラニオは帝位のしるしを脱ぎ捨てて私人の身なりとなり、地面に身を投げて皇帝の足にすがり、コンスタンティウスの寛大な処置を懇願した。 皇帝は彼を抱擁し、「父」と呼んで手を取り優しく起こしてから、即座に恩赦を与えて食卓に同伴させた。

### 引退と死
後にウェトラニオは平和的に役職を退いた。彼は指揮を解かれたが、民間人としてビテュニア属州のプルサ・アド・オリンプムで州年金によって残りの年月を過ごすことができた。 さらに6年間生き、幸福のうちに死んだらしい。そこで生活していた際に、友人としてコンスタンティウス2世に「平和は私的な地位でしか得られない」と伝えたと言われている。 

## その他
ウェトラニオの権力の獲得についての詳細は、フィロストルギオス3.22を参照。 